# Port lotniczy Split
Port lotniczy Split (chorw.: Zračna luka Split-Kaštela) – międzynarodowy port lotniczy położony 25 km od Splitu i 6 km od Trogiru, w miejscowości Kaštela w Chorwacji. Jest drugim co do wielkości ruchu portem lotniczym w Chorwacji. W 2019 obsłużył 3 301 930 pasażerów.

## Linie lotnicze i połączenia
| Linia lotnicza               | Kierunek |
| ---------------------------- | --- |
| Aegean Airlines              | Sezonowo: 1. Ateny |
| Aer Lingus                   | Sezonowo: 1. Dublin |
| Air France                   | Sezonowo: 1. Paryż-Charles de Gaulle |
| Air Serbia                   | Sezonowo: 1. Belgrad |
| Air Baltic                   | Sezonowo: 1. Ryga 2. Tallinn |
| Austrian Airlines            | Sezonowo: 1. Wiedeń |
| Braathens Regional Airlines  | Sezonowe czartery: 1. Kopenhaga 2. Göteborg 3. Jönköping (od 18 sierpnia 2023) 4. Kalmar 5. Norrköping 6. Örebro (od 18 sierpnia 2023) 7. Oslo-Gardermoen 8. Växjö |
| British Airways              | Sezonowo: 1. Londyn-City 2. Londyn-Heathrow 3. Londyn-Stansted (od 7 września 2024) |
| Brussels Airlines            | Sezonowo: 1. Bruksela |
| Condor Flugdienst            | Sezonowo: 1. Düsseldorf 2. Frankfurt 3. Monachium |
| Croatia Airlines             | 1. Frankfurt 2. Monachium 3. Rzym-Fiumicino 4. Zagrzeb 5. Zurych Sezonowo: 1. Amsterdam 2. Ateny 3. Berlin 4. Bukareszt 5. Kopenhaga 6. Dublin 7. Dubrownik 8. Düsseldorf 9. Londyn-Gatwick 10. Londyn-Heathrow 11. Lyon 12. Mediolan-Malpensa 13. Osijek 14. Oslo-Gardermoen 15. Paryż-Charles de Gaulle 16. Praga 17. Skopje 18. Sztokholm-Arlanda 19. Wiedeń Sezonowe czartery: 1. Belfast (od 16 sierpnia 2023) 2. Girona (od 28 sierpnia 2024) 3. Knock 4. Halmstad 5. Karlstad 6. Luleå 7. Örnsköldsvik 8. Östersund 9. Skellefteå 10. Umeå |
| easyJet                      | Sezonowo: 1. Amsterdam 2. / Bazylea 3. Berlin 4. Bristol 5. Genewa 6. Glasgow 7. Londyn-Gatwick 8. Londyn-Luton 9. Lyon 10. Manchester 11. Mediolan-Malpensa 12. Neapol 13. Paryż-Charles de Gaulle 14. Paryż-Orly |
| Edelweiss Air                | Sezonowo: 1. Zurych |
| Eurowings                    | 1. Düsseldorf 2. Kolonia/Bonn 3. Stuttgart Sezonowo: 1. Berlin 2. Dortmund 3. Hamburg |
| Eurowings Discover           | Sezonowo: 1. Frankfurt (od 31 marca 2024) |
| Finnair                      | Sezonowo: 1. Helsinki |
| Iberia                       | Sezonowo: 1. Madryt |
| ITA Airways                  | Sezonowo: 1. Rzym-Fiumicino |
| Jettime                      | Sezonowe czartery: 1. Kopenhaga 2. Göteborg 3. Helsinki |
| Jet2.com                     | Sezonowo: 1. Birmingham 2. Edynburg 3. Leeds/Bradford 4. Londyn-Stansted 5. Manchester |
| KLM                          | 1. Amsterdam |
| LOT                          | Sezonowo: 1. Warszawa-Okęcie |
| Lufthansa                    | Sezonowo: 1. Frankfurt 2. Monachium |
| Marabu                       | Sezonowo: 1. Monachium |
| Novair                       | Sezonowe czartery: 1. Sztokholm-Arlanda |
| Norwegian Air Shuttle        | Sezonowo: 1. Bergen 2. Kopenhaga 3. Göteborg 4. Helsinki 5. Oslo-Gardermoen 6. Stavanger 7. Sztokholm-Arlanda 8. Trondheim |
| NyxAir                       | Sezonowe czartery: 1. Bari |
| Ryanair                      | Sezonowo: 1. Dublin 2. Rzym-Fiumicino |
| Scandinavian Airlines System | Sezonowo: 1. Bergen 2. Göteborg 3. Kopenhaga 4. Kristiansand 5. Oslo-Gardermoen 6. Stavanger 7. Sztokholm-Arlanda 8. Trondheim |
| Smartwings                   | Sezonowo: 1. Praga 2. Warszawa-Okęcie Sezonowe czartery: |
| Sunclass Airlines            | Sezonowe czartery: 1. Sztokholm-Arlanda |
| Trade Air                    | 1. Dubrownik 2. Pula 3. Rijeka 4. Zadar 5. Zagrzeb |
| Transavia.com                | Sezonowo: 1. Amsterdam 2. Paryż-Orly 3. Rotterdam |
| TUI Airways                  | Sezonowo: 1. Londyn-Gatwick 2. Manchester |
| TUI fly Belgium              | Sezonowo: 1. Antwerpia |
| TUI fly Nordic               | Sezonowe czartery: 1. Sztokholm-Arlanda |
| Volotea                      | Sezonowo: 1. Bordeaux 2. Lille 3. Lyon 4. Marsylia 5. Nantes 6. Tuluza |
| Vueling Airlines             | Sezonowo: 1. Barcelona 2. Paryż-Orly 3. Rzym-Fiumicino |
| Wizz Air                     | Sezonowo: 1. Gdańsk 2. Katowice 3. Kraków 4. Londyn-Luton 5. Lublin 6. Poznań 7. Rzym-Fiumicino 8. Wiedeń 9. Wilno 10. Warszawa-Okęcie 11. Wrocław |